# حسين آباد 21 (قلعة خواجة)
حسين آباد 21 (بالفارسية: حسین‌آباد) هي منطقة سكنية تقع في إيران في قسم قلعة خواجة الريفي. يقدر عدد سكانها بـ 261 نسمة .